# Eurovision: You Decide 2019
A 2019-es Eurovision: You Decide egy brit zenei verseny, melynek keretén belül a közönség és a zsűri kiválasztja, hogy ki képviselje az Egyesült Királyságot a 2019-es Eurovíziós Dalfesztiválon, Tel-Avivban. A 2019-es Eurovision: You Decide lesz a negyedik brit nemzeti döntő 2016 óta.
Az élő műsorsorozatba ezúttal csak három dal fog versenyezni az Eurovíziós Dalfesztiválra való kijutásért. A sorozat ismét egyfordulós lesz; csak egy döntőt rendeznek, 2019. február 8-án, ahol a közönség és a szakmai zsűri dönt mindenről.
A verseny győztese Michael Rice lett, aki Bigger than Us (magyarul: Nagyobb nálunk) című dalával képviselte az országot Tel-Avivban. A dalfesztivál döntőjében az utolsó helyen végzett 11 ponttal.

## Helyszín
Idén először rendezi Salford a versenyt. Az előző években Londonban és Brightonban tartották a brit nemzeti döntőt.
| Egyesült Királyság Salford |

## A műsorvezetők és a zsűritagok
A 2019-es műsor házigazdái Mel Giedroyc és Måns Zelmerlöw lesznek. Ugyanez a páros vezette a tavalyi nemzeti döntőt. Mel egy angol televíziós műsorvezető és színésznő. 2015 óta ő az elődöntős kommentátora az Eurovíziónak. Måns képviselte Svédországot a 2015-ös Eurovíziós Dalfesztiválon, Bécsben a Heroes című dalával, amivel minden idők harmadik legmagasabb pontszámát összegyűjtve megnyerte a dalversenyt.
A zsűri tagjai:
- Rylan Clark-Neal: A brit X Factor korábbi versenyzője, műsorvezető, a 2018-as Eurovíziós Dalfesztivál elődöntőinek brit kommentátora
- Marvin Humes: rádiós DJ, JLS zenekar tagja. Felesége, Rochelle Humes már volt zsűri a Eurovision: You Decide-ban.
- Mollie King: énekes, a The Saturdays tagja, a Strictly Come Dancing korábbi versenyzője, DJ a BBC Radio 1-nál.

## A résztvevők
A BBC 2019. január 23-án délelőtt jelentette be az élő műsorba jutottak névsorát a BBC Radio 2 Ken Bruce adásában.
| Előadó        | Dal            | Szerző(k)                                                     |
| ------------- | -------------- | ------------------------------------------------------------- |
| Michael Rice  | Bigger than Us | Laurell Barker, Anna-Klara Folin, John Lundvik, Jonas Thander |
| Holly Tandy   | Bigger than Us | Laurell Barker, Anna-Klara Folin, John Lundvik, Jonas Thander |
| Jordan Clarke | Freaks         | Jon Maguire, Rick Parkhouse, Corey Sanders, George Tizzard    |
| MAID          | Freaks         | Jon Maguire, Rick Parkhouse, Corey Sanders, George Tizzard    |
| Kerrie-Anne   | Sweet Lies     | Maria Broberg, Lise Cabble, Esben Svane                       |
| Anisa         | Sweet Lies     | Maria Broberg, Lise Cabble, Esben Svane                       |

## Döntő
A döntőt február 8-án rendezi a BBC hat előadó részvételével Salfordban, a MediaCityUK-ben. A végeredményt a nézők szavazatai alakítják ki. Első körben a szakmai zsűri arról dönt, hogy a három dal melyik változata folytassa tovább a versenyt. Nekik még egyszer elő kell adniuk dalaikat. A dalok elhangzása alatt megnyitják a telefonos szavazást, majd az utolsó dal után lezárják és kihirdetik, hogy ki nyerte a versenyt.

### Első kör
| # | Előadó        | Dal            | Eredmény     |
| - | ------------- | -------------- | ------------ |
| 1 | Kerrie-Anne   | Sweet Lies     | Továbbjutott |
| 1 | Anisa         | Sweet Lies     | Kiesett      |
| 2 | Jordan Clarke | Freaks         | Továbbjutott |
| 2 | MAID          | Freaks         | Kiesett      |
| 3 | Holly Tandy   | Bigger than Us | Kiesett      |
| 3 | Micheal Rice  | Bigger than Us | Továbbjutott |

### Második kör
| # | Előadó       | Dal            | Helyezés |
| - | ------------ | -------------- | -------- |
| 1 | Kerrie-Anne  | Sweet Lies     |          |
| 2 | Jordan Clark | Freaks         |          |
| 3 | Micheal Rice | Bigger than Us | 1.       |